# Moksza (rzeka)
Moksza (ros. Мокша, moksz. Йов) – rzeka w Rosji, prawy dopływ Oki. Długość 656 km, powierzchnia dorzecza 51 tys. km². Na jej prawym brzegu znajduje się Rezerwat Mordwiński.